# Югуртска война
Югуртската война (или Югуртинска война) е война между Римската република и Югурта – цар на Нумидия, от 111 пр.н.е. до 105 пр.н.е.

## Ход на военните действия
През 111 пр.н.е. консул Луций Калпурний Бестия започва войната срещу Югурта и сключва мирен договор. През 109 пр.н.е. консул Квинт Цецилий Метел Нумидик продължава войната. Завладява Вага и Тала, побеждава при Мутхул и обсажда Зама без победа. Въпреки това получава почетната титла Numidicus.
През 107 пр.н.е. Гай Марий, който преди това е легат при Метел в Нумидия, става консул и военачалник. През 105 пр.н.е. завладява Капса и побеждава Югурта при Кирта. Югурта бяга при своя тъст, цар Бокх I на Мавретания. След дълги преговори квесторът на Марий, Сула, успява през 105 пр.н.е. да издейства предаването на Югурта от Бокх I. На 1 януари 104 пр.н.е. Марий води Югурта при своя триумф, а няколко дена след това Югурта е удушен.